# LPGA Tour 1958
Navigation
Édition précédente Édition suivante
Le LPGA Tour 1958 est la neuvième édition du Ladies Professional Golf Association Tour (LPGA), circuit professionnel féminin de golf, qui se déroule du 10 janvier 1958 au 14 septembre 1958 exclusivement aux États-Unis à l'exclusion d'un tournoi à Cuba. Cette neuvième édition de ce circuit permet de proposer un certain nombre de tournois professionnels destinés aux femmes en dehors des compétitions amateurs. La volonté de la professionnalisation des golfeuses leur permet désormais de gagner de l'argent en jouant au golf.
Cette saison comporte vingt-quatre tournois, soit un de moins qu'en 1957, auxquels sont insérées des dotations financières en fonction du résultat de la golfeuse. Quatre de ces tournois sont considérés comme « tournoi majeur » - le Championnat Titleholders, le Championnat LPGA, le Western Open et l'Open américain - et sont considérés comme les plus prestigieux et difficiles à remporter.
L'Américaine Beverly Hanson gagne pour la première fois le classement des gains avec 12 639 $ en remportant deux victoires dont un tournoi majeur : le Championnat Titleholders. Les trois autres tournois majeurs sont remportés soit par Mickey Wright avec les titres du Championnat LPGA et de l'Open américain, soit par Patty Berg avec le titre du Western Open. L'Uruguayenne Fay Crocker est la seule non-américaine à s'imposer dans un tournoi sur le circuit LPGA cette saison. Enfin, le « Trophée Vare », créé en 1953, récompensant la golfeuse ayant la moyenne de score la plus basse de la saison est également remporté par Beverly Hanson pour la première fois.

## Histoire
Pour l'organisation de cette neuvième édition, tous les tournois se disputent aux États-Unis, excepté un tournoi à Cuba, par des golfeuses principalement américaines professionnelles et amateures. Le calendrier établi fait débuter la saison en Géorgie. L'Open de Sea Island ouvre la saison avec la victoire de Mickey Wright. Au cours de cette saison, tous les tournois ont été remportés par des golfeuses professionnelles. L'Uruguayenne Fay Crocker est la seule non-américaine à remporter un tournoi du LPGA cette saison.
Avec deux tournois remportés dont un tournoi majeur, le Championnat Titleholders, l'Américaine Patty Berg termine première au tableau des gains avec 12 639 $ pour la première fois de sa carrière. Les trois autres tournois majeurs sont remportés soit par Mickey Wright avec les titres du Championnat LPGA et de l'Open américain, soit par Patty Berg avec le titre du Western Open.

## Participantes à la saison LPGA 1958
Les participantes ont deux statuts. Certaines sont devenues professionnelles, et pour certaines avant la création de ce circuit, mais de nombreuses amateures prennent également part aux tournois sans toutefois pouvoir recevoir le montant des gains en raison de leur statut.
| Participantes    | Participantes    | Participantes    | Participantes    | Participantes    |
| Professionnelles | Professionnelles | Professionnelles | Professionnelles | Professionnelles |
| ---------------- | ---------------- | ---------------- | ---------------- | ---------------- |
| Alice Bauer      | Patty Berg       | Vonnie Colby     | Kathy Cornelius  | Fay Crocker      |
| Betty Dodd       | Mary Lena Faulk  | Marlene Hagge    | Beverly Hanson   | Betty Jameson    |
| Ruth Jessen      | Peggy Kirk Bell  | Jo Ann Prentice  | Jackie Pung      | Bonnie Randolph  |
| Betsy Rawls      | Marilynn Smith   | Wiffi Smith      | Louise Suggs     | Mickey Wright    |
| Joyce Ziske      |                  |                  |                  |                  |
| Amateures        |                  |                  |                  |                  |
| Anne Quast       |                  |                  |                  |                  |

## Calendrier de la saison 1958
L'édition 1958 se déroule du 10 janvier 1958 au 14 septembre 1958. La tableau suivant présente tous les tournois programmés pour la saison 1958. Les chiffres entre parenthèses correspondent au nombre de victoires remportées au moment de la victoire de la golfeuse audit tournoi remporté. Il est à noter que tous les tournois considérés comme tournois majeurs sont reconnus comme victoires officielles au palmarès du LPGA et ajoutés au palmarès des golfeuses, même avant sa création en 1950. Les tournois majeurs sont indiqués en gras.
| Date       | Tournoi                                | Catégorie      | Dotation (US$) | Vainqueur individuelle |
| ---------- | -------------------------------------- | -------------- | -------------- | ---------------------- |
| 12/01/1958 | Open de Sea Island, Géorgie            |                | 4 750 $        | Mickey Wright (5)      |
| 20/01/1958 | Open de Tampa, Floride                 |                | 7 500 $        | Betsy Rawls (27)       |
| 26/01/1958 | Open de Lake Worth, Floride            |                | 5 000 $        | Marlene Hagge (14)     |
| 02/02/1958 | Open de la Havane, Cuba                |                | 5 000 $        | Fay Crocker (8)        |
| 16/02/1958 | Open de St. Petersburg, Floride        |                | 7 000 $        | Betsy Rawls (28)       |
| 02/03/1958 | Open de Jacksonville, Floride          |                | 5 000 $        | Marilynn Smith (4)     |
| 16/03/1958 | Championnat Titleholders, Géorgie      | Tournoi majeur | 5 275 $        | Beverly Hanson (12)    |
| 20/04/1958 | Open de Babe Zaharias, Texas           |                | 4 487 $        | Louise Suggs (40)      |
| 11/05/1958 | Open de Lawton, Oklahoma               |                | 4 000 $        | Beverly Hanson (12)    |
| 18/05/1958 | Open de Peach Blossom, Caroline du Sud |                | 4 000 $        | Wiffi Smith (3)        |
| 28/05/1958 | Open de Land of Sky, Caroline du Nord  |                | 4 750 $        | Marlene Hagge (15)     |
| 01/06/1958 | Open de Gatlinburg, Tennessee          |                | 4 750 $        | Louise Suggs (41)      |
| 08/06/1958 | Championnat LPGA, Indiana              | Tournoi majeur | 7 500 $        | Mickey Wright (6)      |
| 15/06/1958 | Triangle Round Robin, Virginie         |                | 9 000 $        | Louise Suggs (42)      |
| 22/06/1958 | Western Open, Alabama                  | Tournoi majeur | 4 750 $        | Patty Berg (48)        |
| 28/06/1958 | Open américain, Minnesota              | Tournoi majeur | 7 200 $        | Mickey Wright (7)      |
| 13/07/1958 | Open American, Minnesota               |                | 7 000 $        | Patty Berg (49)        |
| 27/07/1958 | Open du French Lick, Indiana           |                | 7 000 $        | Louise Suggs (43)      |
| 10/08/1958 | Open de Macktown, Illinois             |                | 6 500 $        | Mary Lena Faulk (3)    |
| 17/08/1958 | Open de Kansas City, Missouri          |                | 4 750 $        | Bonnie Randolph (1)    |
| 24/08/1958 | Open de Waterloo, Iowa                 |                | 7 000 $        | Fay Crocker (9)        |
| 01/09/1958 | Open d'Opie Turner, Oklahoma           |                | 7 500 $        | Mickey Wright (8)      |
| 08/09/1958 | Open de Dallas, Texas                  |                | 8 500 $        | Mickey Wright (9)      |
| 14/09/1958 | Open de Jackson, Mississippi           |                | 4 748 $        | Jackie Pung (5)        |

## Classements saison 1958

### Tableau des gains («Money list»)
Le tableau ci-dessous est le classement des golfeuses par gains obtenus sur cette saison 1957. Le classement par gains est remporté par Beverly Hanson avec 12 639 $ remportés.
| Cla. | Golfeuses      | Gains    | Victoires |
| ---- | -------------- | -------- | --------- |
| 1    | Beverly Hanson | 12 639 $ | 2         |

### Trophée Vare («Vare Trophy»)
Le tableau ci-dessous est le classement des golfeuses par scores les plus bas sur cette saison 1958.
| Cla. | Golfeuses      | Moyenne |
| ---- | -------------- | ------- |
| 1    | Beverly Hanson |         |